# Hayko Cepkin
Hayko Cepkin (n. 11 martie 1978 este un muzician și actor de origine turco-armeană ce îmbină rockul alternativ cu motive muzicale tradiționale și cu sonorități brutal ori scream.
După absolvirea liceului, Cepkin a studiat muzica la Universitatea Mimar Sinan din Fındıklı, Turcia, timp de doi ani, apoi încă un an la İstanbul Academy.

## Cariera
Inițial, Hayko Cepkin a colaborat cu muzicieni turci cunoscuți precum Ogün Sanlısoy, Aylin Aslım, Koray Candemir and Demir Demirkan, atât în concerte, cât și la înregistrarea de albume.
În 2005, acesta și-a alcătuit propria trupă, cooptându-i pe Umut Töre (chitară), Onur Şengül (chitară bas) and Murat Cem Ergül (baterie).

## Discografie

### Sakin Olmam Lazım (2005)
1. "Yarası Saklı" – 4:27
2. "Hüzünle Karışık" – 4:17
3. "Son Kez" – 4:48
4. "Görmüyorsun" – 3:04
5. "Eller Aldı" – 4:21
6. "Seninki Dert Mi" – 4:50
7. "Boşluk" – 4:19
8. "Ben Gideyim" – 4:08
9. "Fırtınam" – 5:01
10. "Hangimiz Masumuz" – 5:07
11. "Zaman Geçti" – 7:02

### Tanışma Bitti(2007)
1. Yalnız Kalsın Intro
2. Yalnız Kalsın
3. 777 Intro
4. 777
5. Bertaraf Et
6. Sonra Görüşelim
7. Sıkı Tutun Intro
8. Sıkı Tutun
9. Kaos Intro
10. Kaos
11. Ölüyorum
12. Siren
13. Melekler Intro
14. Melekler
15. Bilmezsin
16. Bonus

### Sandık (2010)
1. Sandık
2. Yol Gözümü Dağlıyor
3. Gelin Olmuş
4. Balık Olsaydım
5. Sahibi Yok
6. Doymadınız
7. Açtırdınız Kutuyu
8. Sandığım Hazır
9. Yolun Sonu

## Filmografie
- 2005: Balans ve Manevra
- 2008: Çocuk[2]
- 2009: İstenmeyen Tüyler
- 2009: 1 Kadın 1 Erkek